# 戸沢光盛
戸沢 光盛（とざわ みつもり）は、安土桃山時代の大名。戸沢氏の第19代当主。出羽角館城主。

## 生涯
天正4年（1576年）、第16代当主・戸沢道盛の子として角館城で生まれる。
天正18年（1590年）、兄で第18代当主の戸沢盛安が早世し、その実子である戸沢政盛も幼少だったため、家督を継いで第19代当主となる。豊臣秀吉の奥州仕置では領地を安堵され、「出羽国仙北之内北浦郡御検地目録帳」では4万4350石余の所領を安堵されている。
天正20年（1592年）、豊臣秀吉による文禄の役が始まると、それに参加して肥前名護屋城に向かったが、その途上で発病し、3月15日（または5月15日）に播磨国姫路において死去した。享年17（4月15日に明石で死去、享年16とする説もある）。伝承によれば、播磨国塩屋（現・兵庫県神戸市垂水区塩屋町）にて疱瘡で死去し、塩屋の海岸にて荼毘に付され、禅昌寺（神戸市須磨区）に埋葬されたといわれる。また、その墓である五輪塔は、疱瘡除けとして信仰された。
跡を甥の政盛が継いだ。